# 喰わせモン!
『喰わせモン!』（くわせモン!）は、寺沢大介による日本の漫画作品。

## 概要
『週刊少年マガジン』（講談社）にて、2001年18号から51号まで連載された。全32話、コミックス全4巻。前作『将太の寿司』の後に描かれた漫画で、前作とは打って変わってダーティーな雰囲気の漂う男が主人公の話である。料理の素人がプロを相手に勝負を繰り広げる料理漫画で、主人公の奇抜な発想とアイディアで勝利をもぎ取るのが定番である。
作中、作者の別作品である『ミスター味っ子』に登場する組織「味皇料理会」の名が出ており、当作品がミスター味っ子と同じ世界観の物語だという事が明示されている。

## あらすじ
西明石少年鑑別所に入っていた主人公・空山海はようやく出所する。海は出所した海を迎えに来た保護司の北村から逃げて好き放題に過ごすが、成り行きで潰れかけのラーメン屋「みなと屋」を盛り立てる事となり、有名ラーメン屋「らあめんや」の傲慢な店主相手に「自分ならもっと美味いラーメンを作れる」と喧嘩を吹っかける。海の料理勝負人生の始まりである。

## 登場人物
空山海（そらやま かい）
主人公。神戸出身の17歳。西明石少年鑑別所に入っており、物語冒頭で出所した。保護司の北村が来る前に暴れてさっさと出所してしまうほどの乱暴者。外見は前作『将太の寿司』に登場した切島傀を思わせるいかつい風貌で、背も高い。かなり自分勝手で極悪な性格であり、神戸一帯を仕切る最凶の不良として恐れられていた。一方で鷹一のように親しい人間の面倒見はよく（金儲けのためという下心も大きい）、佳代から「みなと屋」の再建を依頼されたときは悪態をつきながらも了承し約束を果たしている。
非常に鋭い味覚を持っており、その鋭さは料理の食材の賞味期限が切れているのを判別できるほど。作中では、その味覚を用いて素人ながら料理勝負に挑む。
当初はその天分もあり挫折することなく成功し続けたが、四方田との鯛勝負にて自分たちが遥かに上の素材を手にしていながらも、四方田の料理人としての実力に完全に敗れたことからその驕りを改める。
後に『ミスター味っ子II』作中の味皇グランプリ編に登場、味吉陽一の知り合い、和久の頼みで渋々出場したものの、アシスタントとなったその和久に、鍋は引っくり返す、火加減は滅茶苦茶など散々足を引っ張りまくられて最低点数25点でぶっちぎりの最下位となり、「フードプロデューサー空山海の評価はこれでがた落ちや、どないしてくれるんやー!」と激怒していた。第2課題の焼きそば勝負では更に手ひどく足を引っ張られ、合計点数32点（つまり第2課題だけなら7点）で予選敗退決定。怒りのあまり鷹一の静止も聞かず「こいつ殺して鑑別所に逆戻りよ！」と和久の首を泡を噴くまで締め上げていた。ちなみにその和久のやられっぷりを陽一は「（自分も）イライラさせられ通しだったからいい気味だね！」と知らん顔していた。
北村（きたむら）
海を幼い頃から見守ってきた初老の男。海の父親とは子供の頃からの親友で、鑑別所に入っていた海の保護司を務める。海には手を焼いている。鉄工所を経営している。
鷹一（よういち）
天才的なスリの腕前で生計を立てている少年。海の子分的な存在で、海を「アニキ」と呼び慕っている。
父親から日常的に暴力を受け、母親は自分を置いて逃げたという荒んだ家庭で育ち、さらには父親からも最後は捨てられてしまった。その頃から生きるために窃盗の常習犯として生計を立てていた。
驚異的な集中力を持ち、全く未経験ながらもすぐさま料理人としても一人前の腕前を発揮する。海のフードプロデュースに合わせ主に料理を担当。
佳代（かよ）
ラーメン屋「みなと屋」を経営している女主人。評判のラーメンを作る夫を阪神・淡路大震災で失い、以後6年間、女手一つで店を切り盛りしてきたが、夫のスープの味が再現できず店には閑古鳥が鳴く有様になった。夫と結婚する前は芦屋の令嬢だった。鷹一がスリだったことなどを全て知ってもなおも信じる優しい女性。
海の腕を頼り、「みなと屋」の再建を100万円で依頼する。
高子（たかこ）
佳代の一人娘。海を胡散臭く思っている。苦労している母の姿に耐えきれず、夜には年齢を偽りキャバクラでアルバイトをしている（後に解雇）。当初は海と衝突しながらも、キャバクラの一件などを通して徐々に認めていくようになる。
鬼部（おにべ）
人気店「らあめん屋」の店主。自身を「ラーメンの芸術家」と自称しているが、実はフードプロデューサーに頼っており、店の味は高い食材やフードプロデューサーが持ってくる(中身不明の)「魔法の箱」によるものである。店の中で厳格な店内ルールを作っており、特にラーメンを食べている途中で水を飲む客を追い出している。
江里（えり）
「らあめん屋」のフードプロデューサー。